# Pontedera
Pontedera település Olaszországban, Toszkána régióban, Pisa megyében. Lakosainak száma 29 393 fő (2023. január 1.). Pontedera Calcinaia, Capannoli, Cascina, Montopoli in Val d'Arno, Palaia, Ponsacco, Casciana Terme Lari és Santa Maria a Monte községekkel határos.

## Népesség
A település lakossága az elmúlt években az alábbi módon változott:
| Lakosok száma | 29 267 | 29 168 | 29 393 |
|               | 2017   | 2018   | 2023   |

## Híres szülöttjei
- Dario Dainelli labdarúgó
- Andrea Ferretti labdarúgó
- Gianluca Mancini labdarúgó